# Sybra collaris
Sybra collaris es una especie de escarabajo del género Sybra, familia Cerambycidae. Fue descrita científicamente por Pascoe en 1865.
Habita en Célebes. Mide 10 mm.